# يوسي بشار
يوسي بشار (بالعبرية: יוסי בכר‏) هو عسكري إسرائيلي، ولد في 9 أبريل 1964 في إسرائيل.